# Vodilja
Vodilja je mini album Dada Topića in skupine Pepel in kri. Album je izšel leta 1983 pri založbi PGP RTB. Avtor glasbe je Jure Robežnik, avtor besedil pa Vladimir Jovičić. Izvajalce je spremljal Studijski ansambel RTB.

## Seznam skladb
| A stran | A stran                                            | A stran |
| Št.     | Naslov                                             | Dolžina |
| ------- | -------------------------------------------------- | ------- |
| 1.      | „Vodilja (I Deo)‟ (Jure Robežnik/Vladimir Jovičić) | 12:12   |

| B stran | B stran                                             | B stran |
| Št.     | Naslov                                              | Dolžina |
| ------- | --------------------------------------------------- | ------- |
| 1.      | „Vodilja (II Deo)‟ (Jure Robežnik/Vladimir Jovičić) | 9:41    |

## Zasedba
- Dado Topić
- Pepel in kri
- Studijski ansambel RTB